# Хастингс, Рид
Уи́лмот Рид Ха́стингс-младший (англ. Wilmot Reed Hastings Jr., род. 8 октября 1960[…], Бостон) — американский предприниматель. Он является соучредителем, председателем и директором компании Netflix, входит в состав ряда некоммерческих организаций. Как бывший член Совета по вопросам образования штата Калифорния, Хастингс выступает за реформы в системе образования и создание чартерных школ.

## Ранние годы и образование
Рид Хастингс родился в Бостоне, штат Массачусетс, в семье Джоан Эмори (Лумис) и Уилмота Рида Хастингса. Его отец работал адвокатом в администрации Никсона, а прадедушка Альфред Ли Лумис был адвокатом, финансистом, ученым, изобретателем и исполнительным продюсером.
Хастингс учился в частных школах в Кембридже, а затем поступил в корпус морской пехоты США, где проходил офицерскую подготовку. Рид Хастингс провел лето 1981 года в школе кандидатов в офицеры в Вирджинии. Однако, он не закончил обучение и не был зачислен в корпус морской пехоты. Вместо этого Хастингс решил отдать предпочтение службе в Корпусе мира.
После выпуска из колледжа в 1983 году он присоединился к Корпусу мира и преподавал высшую математику в Эсватини с 1983 по 1985. Хастингс считает, что время в Корпусе мира помогло ему освоить навыки предпринимательства. «Если вы путешествовали автостопом по Африке с десятью долларами в кармане, открытие бизнеса не кажется таким пугающим».
После возвращения из Эсватини он продолжил обучение в Стэнфорде и в 1988 году получил степень магистра по информатике. В университете Хастингс специализировался на искусственном интеллекте.

### Создание Pure Software
Проработав год в Adaptive Technology, Хастингс решил начать свой собственный бизнес. В 1991 году он основал компанию Pure Software. Она специализировалась на диагностике программного обеспечения. Когда компания начала расти, Хастингс столкнулся с трудностями, так как ему не хватало опыта управления. Ему было непросто справиться с быстрым увеличением числа сотрудников, и он попросил совет заменить его на посту директора. Комиссия отказала ему. В 1995 году компания перешла в собственность Morgan Stanley, а спустя два года её купила Rational Software. После объявления сделки акции обеих компаний упали на 42 %. Хастингс был назначен главным техническим директором, но вскоре покинул пост.

## Основание Netflix
Идея создания Netflix появилась у Хастингса сразу после того, как он ушёл из Pure Software. Он просрочил возврат видеокассеты «Аполлон-13» на 6 недель и задолжал прокату 40$. Так он придумал бизнес-модель для будущей платформы: покупатель оформляет ежемесячную подписку, платит 30-40$ в месяц и смотрит неограниченное количество фильмов.
В 1997 Рид Хастингс и бывший сотрудник Pure Software Марк Рэндольф учредили компанию Netflix, сервис по аренде фильмов. Покупатели делали заказы на сайте, а затем получали DVD по почте. В 1998 году Хастингс стал генеральным директором компании.
Он говорит, что не мог представить, что сервис станет таким популярным. На 2021 год подписчиками компании являются более 200 миллионов человек по всему миру.

### Культура Netflix
Работа в компании Netflix строится на принципах свободы и ответственности.
Вместо больничных и отпусков работникам предлагают выходное пособие, так они могут управлять собственным временем самостоятельно.
Кроме того, Хастингс сформировал Кодекс внутренней культуры Netflix. Он встречался с работниками, обсуждал с ними атмосферу в компании и выслушивал их идеи. В августе 2009 Хастингс выложил этот кодекс в сеть, что помогло многим работодателям при найме сотрудников.

### Интернет-телевидение
Хастингс является сторонником интернет-телевидения и видит за ним будущее. Он говорит, что YouTube вдохновил его на создание сервиса потокового мультимедиа. В 2007 году Netflix начал стриминговое вещание фильмов и телепрограмм через Интернет.

## Другие бизнес-проекты
Хастингс был директором совета Facebook с июня 2011. В сентябре 2016 он владел акциями компании стоимостью более 10 миллионов долларов. Хастингс покинул пост 30 мая 2019 года.

## Образовательная и политическая деятельность
После продажи Pure Software Хастингс не мог найти свою цель в жизни. Он начал интересоваться реформой образования в Калифорнии и поступил в высшую школу в Стэнфорде. В 2000 году губернатор Грей Дэвис принял Хастингса в Совет по вопросам образования. В 2001 он стал его президентом и занимал эту должность три года. В ноябре 2000 года Рид Хастингс вместе с инвестором Джоном Доером вложил 7 миллионов долларов в развитие Конституционной поправки № 39. Эта мера заключалась в снижении числа голосов, необходимого избирателям для выдачи облигационных займов для местных школ.
Комитет по правилам сената Калифорнии отказался утверждать Хастингса как президента совета. Законодательное собрание штата Калифорния отказало ему в январе 2005. Губернатор Арнольд Шварценеггер, переизбравший бизнесмена на второй срок, заявил о том, что он разочарован в решении комитета. Хастингс уволился. Позже Рид пожертвовал 100 тысяч долларов на избирательную кампанию Шварценеггера «Voters First».

### Чартерные школы
Хастингс вкладывает много сил в систему образования и политику. Одним из наиболее важных вопросов для него являются чартерные школы. Это государственные начальные и средние школы, освобожденные от некоторых правил и законов, которым подчиняются другие государственные образовательные учреждения.
4 марта 2014 он выступил за упразднение выборных школьных советов.
Кроме того, Хастингс основал свой фонд и передал 100 миллионов долларов на образование детей.

### Политика
1 августа 2007 The Los Angeles Times написали, что Хастингс пожертвовал 1 миллион долларов в комитет, созданный для поддержки кандидатуры директора школ штата Калифорния Джека О`Коннелла на выборах губернатора Калифорнии в 2010 году. Halper, Evan (August 1, 2007)
12 апреля 2009 Хастингс пожертвовал более 250 тысяч долларов в Budget Reform Now, коалицию, поддерживавшую поправки 1A — 1F.
Хастингс поддерживал Хиллари Клинтон на президентских выборах в 2016 году
В марте 2025 года Хастингс пожертвовал 2 миллиона долларов в поддержку Украины в ходе Российско-украинской войны.

## Личная жизнь
Хастингс живёт в Сан-Франциско. Вместе с женой Патрисией Энн Квиллан они воспитывают двоих детей.